# Cửa khẩu Cầu Treo
Cửa khẩu Quốc tế Cầu Treo là cửa khẩu quốc tế đường bộ tại vùng đất xã Sơn Kim 1, tỉnh Hà Tĩnh, Việt Nam .
Cửa khẩu Quốc tế Cầu Treo thông thương sang cửa khẩu quốc tế Namphao 18°22′59″B 105°09′29″Đ / 18,383098°B 105,15815°Đ ở huyện Khamkheuth tỉnh Bolikhamxai, CHDCND Lào .
Cửa khẩu Quốc tế Cầu Treo là điểm cuối của quốc lộ 8 ở lãnh thổ Việt Nam, trên đỉnh đèo Keo Nưa, và đường này nối tiếp sang quốc lộ 8 bên Lào. Cửa khẩu ra đời khi kết thúc chiến tranh chống Pháp, 1954. Tháng 8/1997m cửa khẩu Cầu Treo được nâng cấp thành cửa khẩu quốc tế .

## Hoạt động
Cửa khẩu Quốc tế Cầu Treo là thành phần chủ chốt của Khu kinh tế cửa khẩu quốc tế Cầu Treo . Tuy nhiên đến năm 2015 thì tại cửa khẩu thì trao đổi hàng hóa vẫn là chủ yếu, việc phát triển sản xuất không được như kỳ vọng .

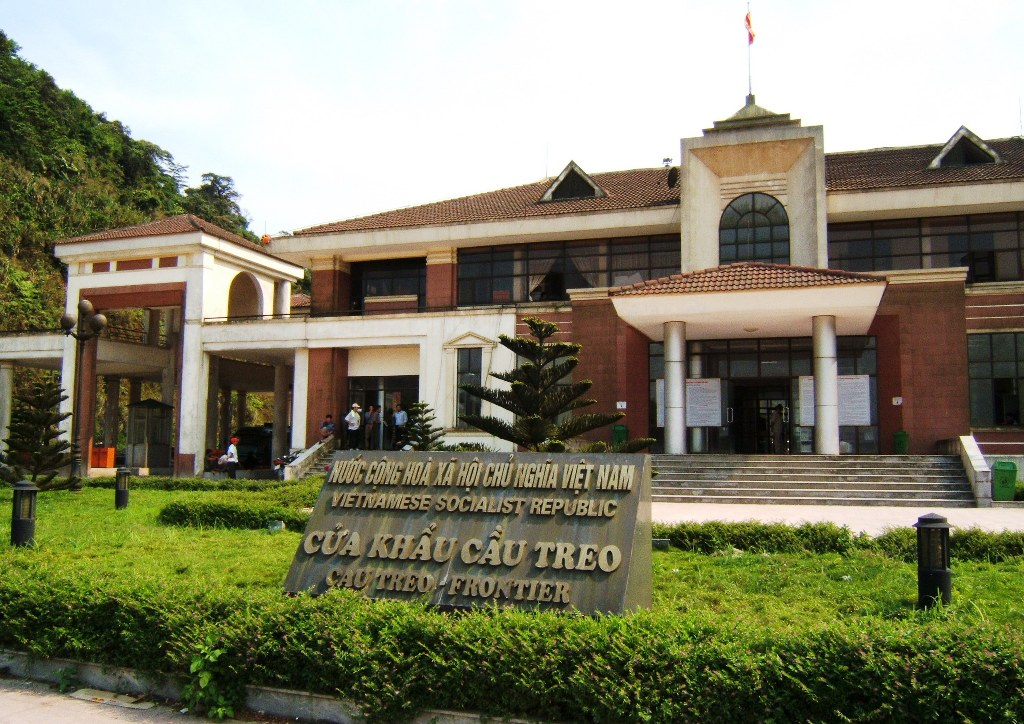
Cửa khẩu Cầu Treo năm 2005
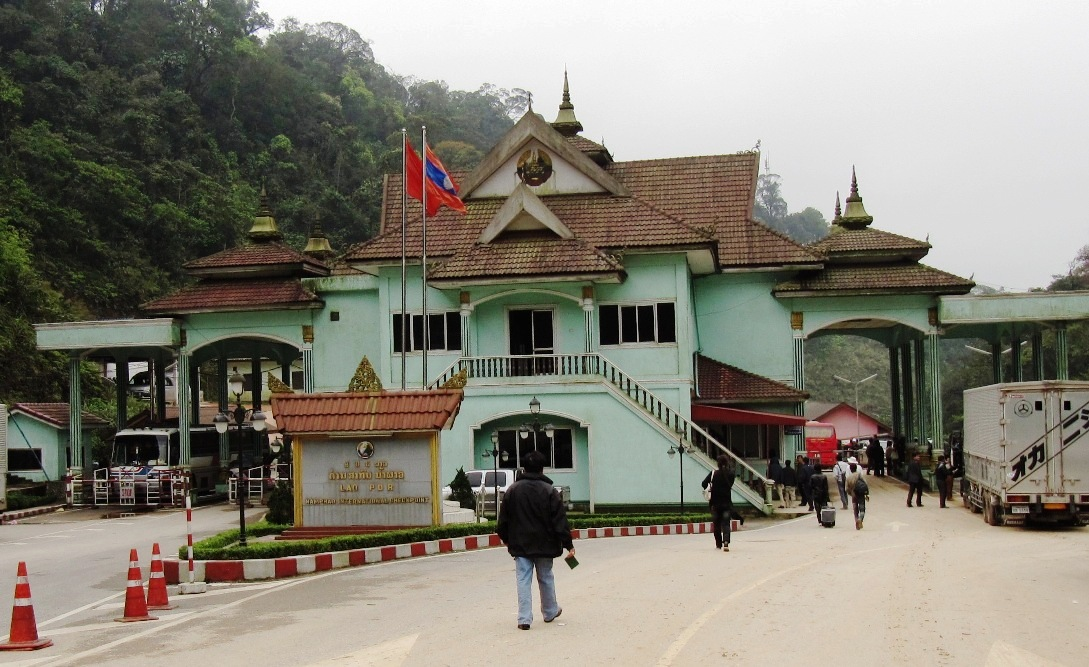
Cửa khẩu Namphao năm 2010
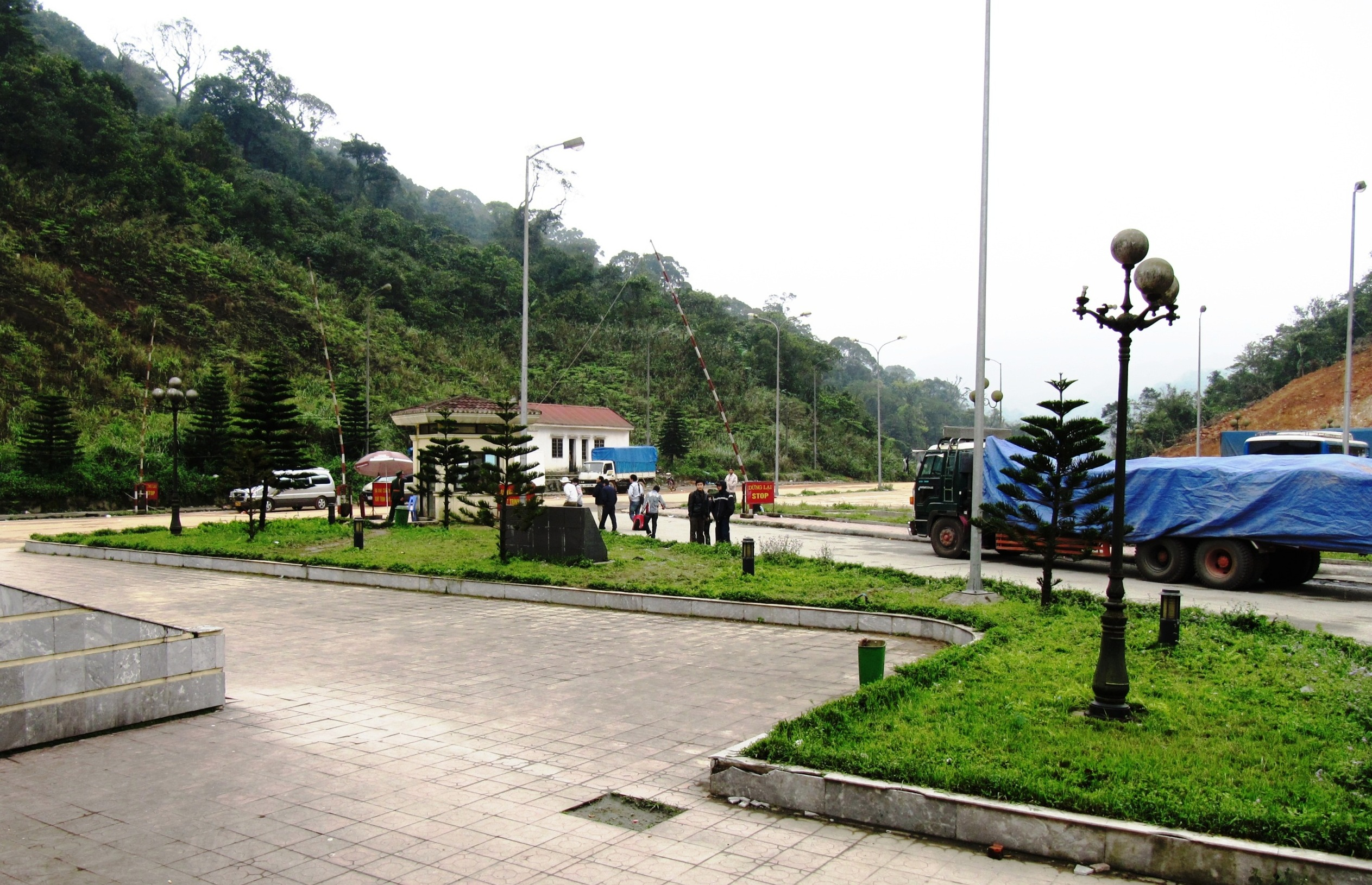
Đỉnh đèo Keo Nưa, biên giới Việt Nam - Lào
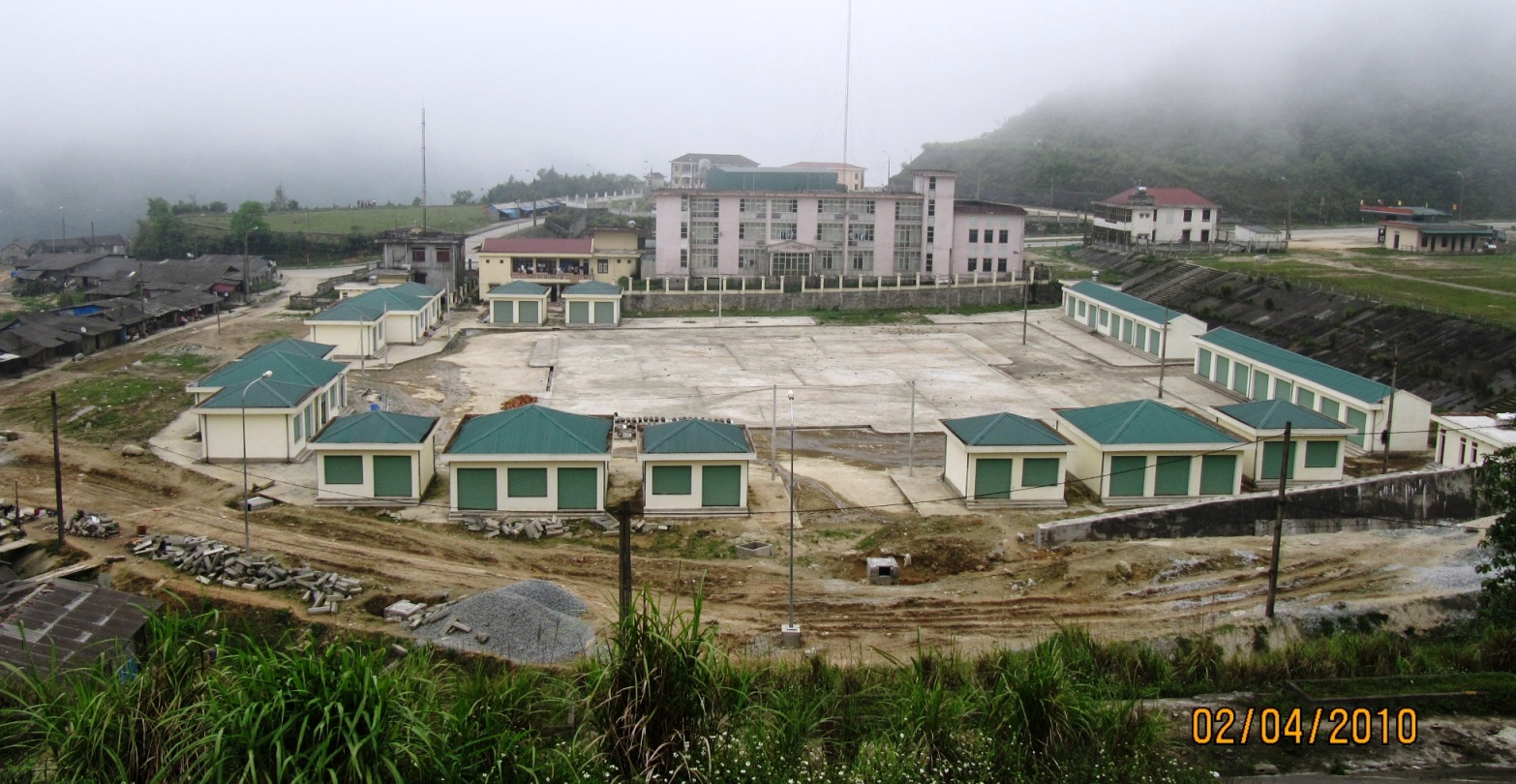
Khu kinh tế ở cạnh cửa khẩu Cầu Treo